# Таракташ (гребінь)

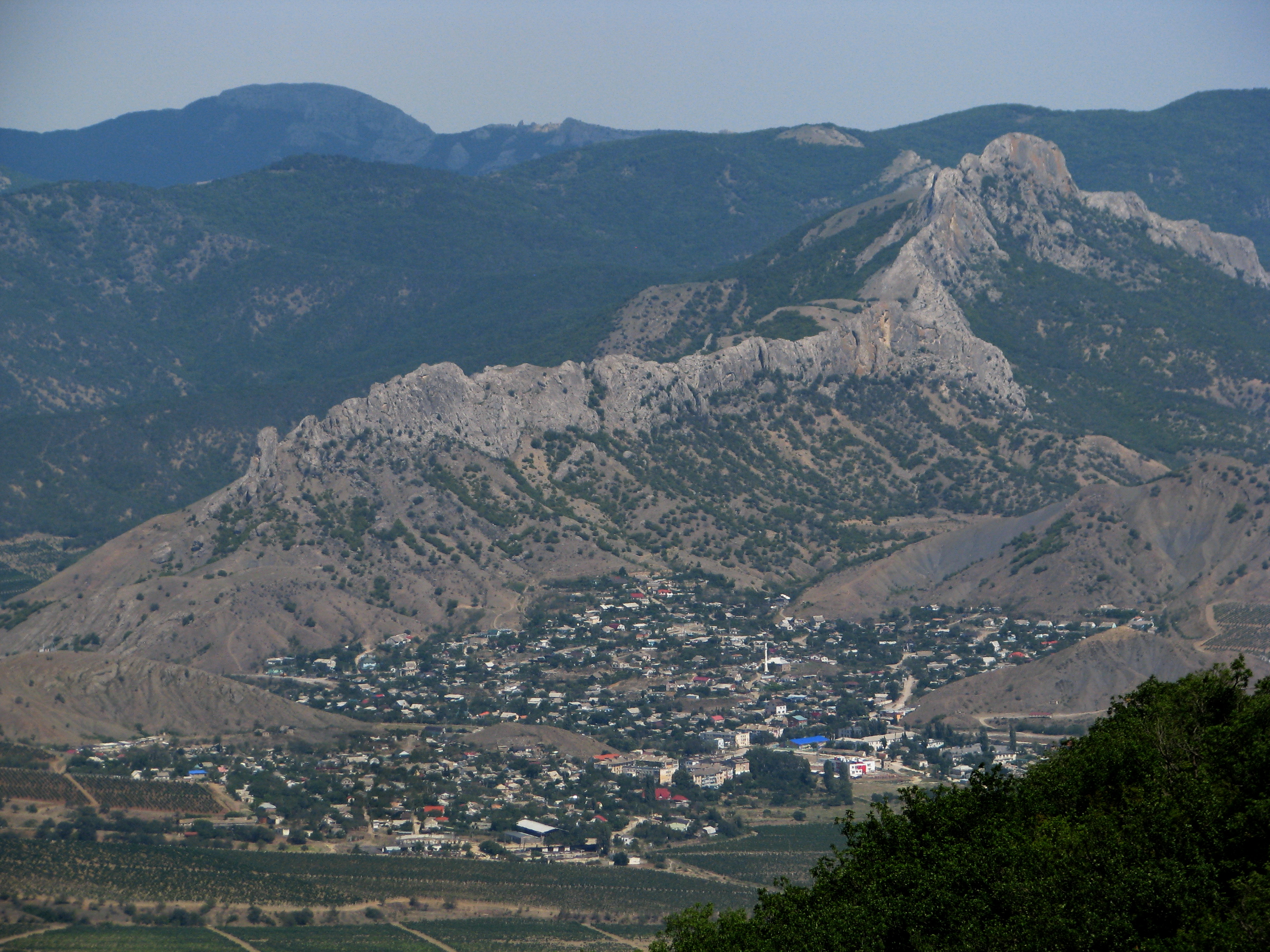
Скельний гребінь Таракташ над селом Дачне.

Тарак-Та́ш (з крим. Taraq Taş — «кам'яний гребінь») — потужний скельний гребінь, витягнутий з південного-заходу на північний схід над селищем Дачне (Судацька міська рада). З півночі обмежує Судацьку долину.
Найвища точка гори на сході має назву Сари-Кая.